# Echipament (fotbal)

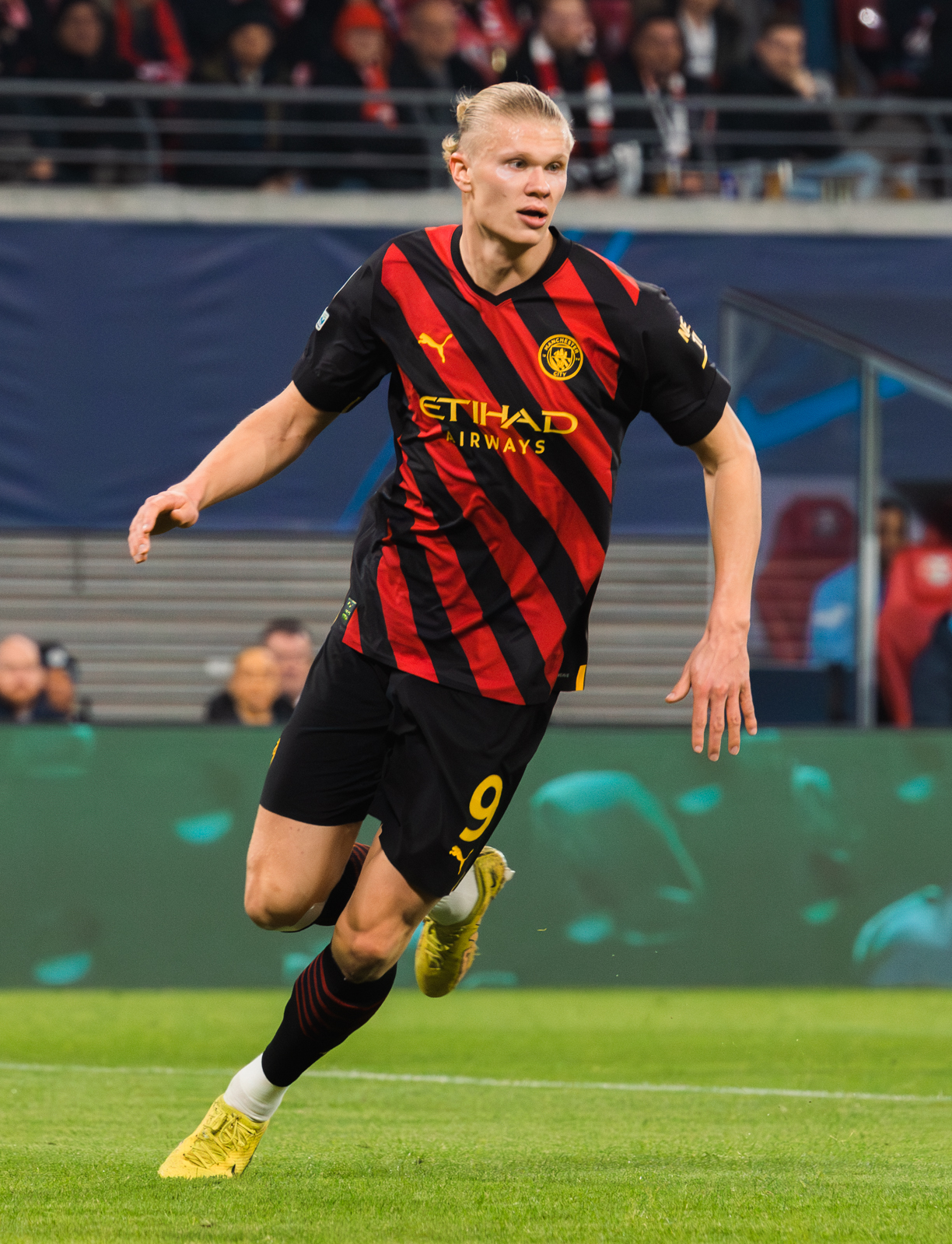
Erling Haaland, fotografiat în 2023, purtând un echipament de fotbal modern tipic

În jocul de fotbal, echipamentul este ținuta standard purtată de jucători. Regulile sportului specifică echipamentul minim pe care trebuie să îl folosească un jucător și, de asemenea, interzic utilizarea oricărui obiect periculos pentru jucător sau pentru un alt participant. Competițiile individuale pot stipula restricții suplimentare, cum ar fi reglementarea mărimii logo-urilor afișate pe tricouri și prevederea că, în cazul unui meci între echipe cu culori identice sau similare, echipa oaspete trebuie să schimbe echipamentul în altă culoare.
Fotbaliștii poartă în general numere de identificare pe spatele tricourilor. Inițial, o echipă de jucători purta numere de la 1 la 11, corespunzând aproximativ pozițiilor lor de joc, dar la nivel profesionist acest sistem a fost în general înlocuit de numerotarea lotului, prin care fiecărui jucător dintr-un lot i se atribuie un număr fix pe durata unui sezon. De asemenea, cluburile profesioniste afișează, de obicei, numele de familie sau porecla jucătorilor pe tricouri, deasupra (sau, mai rar, dedesubtul) numerelor lor de echipă.
Echipamentul de fotbal a evoluat semnificativ de la începuturile acestui sport, când jucătorii purtau de obicei tricouri groase din bumbac, pantaloni bufanți și ghete grele din piele rigidă. În secolul al XX-lea, ghetele au devenit mai ușoare și mai moi, pantalonii scurți au fost purtați la o lungime mai mică, iar progresele în fabricarea și imprimarea hainelor au permis confecționarea tricourilor din fibre sintetice mai ușoare, cu modele din ce în ce mai colorate și mai complexe. Odată cu creșterea publicității în secolul al XX-lea, logo-urile sponsorilor au început să apară pe tricouri, iar fanii au putut achiziționa replici ale tricourilor, generând venituri semnificative pentru cluburi.

## Componență

### Echipamentul de bază

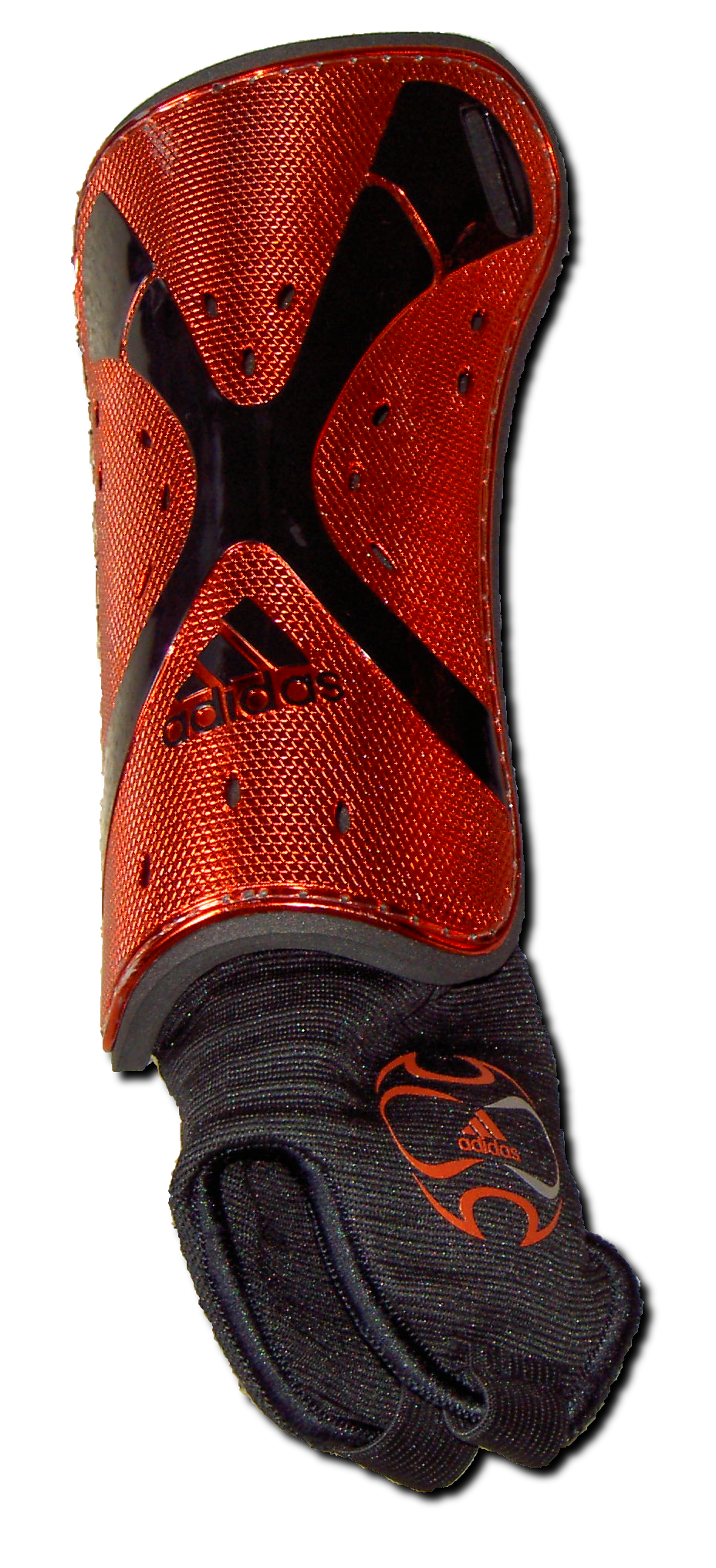
Apărătorile de tibie sunt obligatorii.

Regulamentul stabilește echipamentul de bază care trebuie purtat de toți jucătorii în Legea 4 (Echipamentul jucătorilor). Sunt specificate cinci elemente distincte: tricoul, pantalonii scurți, ciorapii (cunoscute și sub numele de jambiere), încălțămintea și apărătorile. Portarilor li se permite să poarte pantaloni de trening în loc de pantaloni scurți.
Deși majoritatea jucătorilor poartă ghete de fotbal cu crampoane, Legile nu specifică faptul că acestea sunt obligatorii. Tricourile trebuie să aibă mâneci (sunt acceptate atât mânecile scurte, cât și cele lungi), iar portarii trebuie să poarte tricouri ușor de distins de toți ceilalți jucători și de oficialii meciului. Se pot purta colanți termici, dar trebuie să fie de aceeași culoare cu pantalonii scurți. Apărătorile de tibie trebuie să fie acoperite în întregime de ciorapi, să fie din cauciuc, plastic sau un material similar și „să ofere un grad rezonabil de protecție”. Singura altă restricție privind echipamentul definită este cerința ca un jucător să nu folosească echipament sau să poarte ceva considerat periculos pentru el sau pentru un alt jucător.
Este normal ca în competiții să se specifice că toți jucătorii de câmp ai unei echipe trebuie să poarte aceleași culori, deși legea prevede doar că „cele două echipe trebuie să poarte culori care să le deosebească una de cealaltă, precum și de arbitrul și arbitrii asistenți”. În cazul unui meci între echipe care în mod normal ar purta culori identice sau similare, echipa oaspete trebuie să își schimbe culoarea. Din cauza acestei cerințe, a doua alegere a unei echipe este adesea denumită „echipamentul de deplasare” sau „culorile de deplasare”, deși nu este rar întâlnit, în special la nivel internațional, ca echipele să opteze pentru a purta culorile de deplasare chiar și atunci când nu sunt obligate de o ciocnire de culori, sau să le poarte atunci când sunt echipa gazdă. Echipa națională de fotbal a Angliei joacă uneori în tricouri roșii chiar și atunci când echipamentul său standard alb nu intră în conflict cu cel al adversarului, deoarece acestea au fost culorile purtate atunci când echipa a câștigat Campionatul Mondial de Fotbal 1966. În unele cazuri, ambele echipe au fost forțate (sau au ales) să poarte echipamentul de deplasare; cum ar fi meciul dintre Țările de Jos și Brazilia de la Campionatul Mondial de Fotbal 1974. Neerlandezii au purtat alb în loc de prima lor alegere, portocaliu, iar brazilienii albastru închis în loc de galben; și meciul dintre Țările de Jos și Spania de la Campionatul Mondial de Fotbal 2014, unde au purtat albastru închis și alb în loc de culorile lor de acasă, portocaliu și, respectiv, roșu. Multe cluburi profesioniste au, de asemenea, un „al treilea echipament”, aparent pentru a fi folosit în cazul în care atât prima lor alegere, cât și culorile de deplasare sunt considerate prea asemănătoare cu cele ale unui adversar.
Majoritatea cluburilor profesioniste au păstrat aceeași schemă de culori de bază timp de mai multe decenii, iar culorile în sine fac parte integrantă din cultura unui club. Echipele care reprezintă țările în competiții internaționale poartă, în general, culorile naționale în comun cu alte echipe sportive din aceeași națiune. Acestea se bazează, de obicei, pe culorile drapelului național al țării respective, deși există și excepții - echipa națională a Italiei, de exemplu, poartă albastru, deoarece a fost culoarea Casei de Savoia, echipa echipa Australiei, ca majoritatea echipelor sportive australiene, poartă culorile naționale australiene, verde și auriu, care nu apare niciuna pe drapel, iar echipa națională a Țărilor de Jos poartă portocaliu, culoarea Casei de Orania.

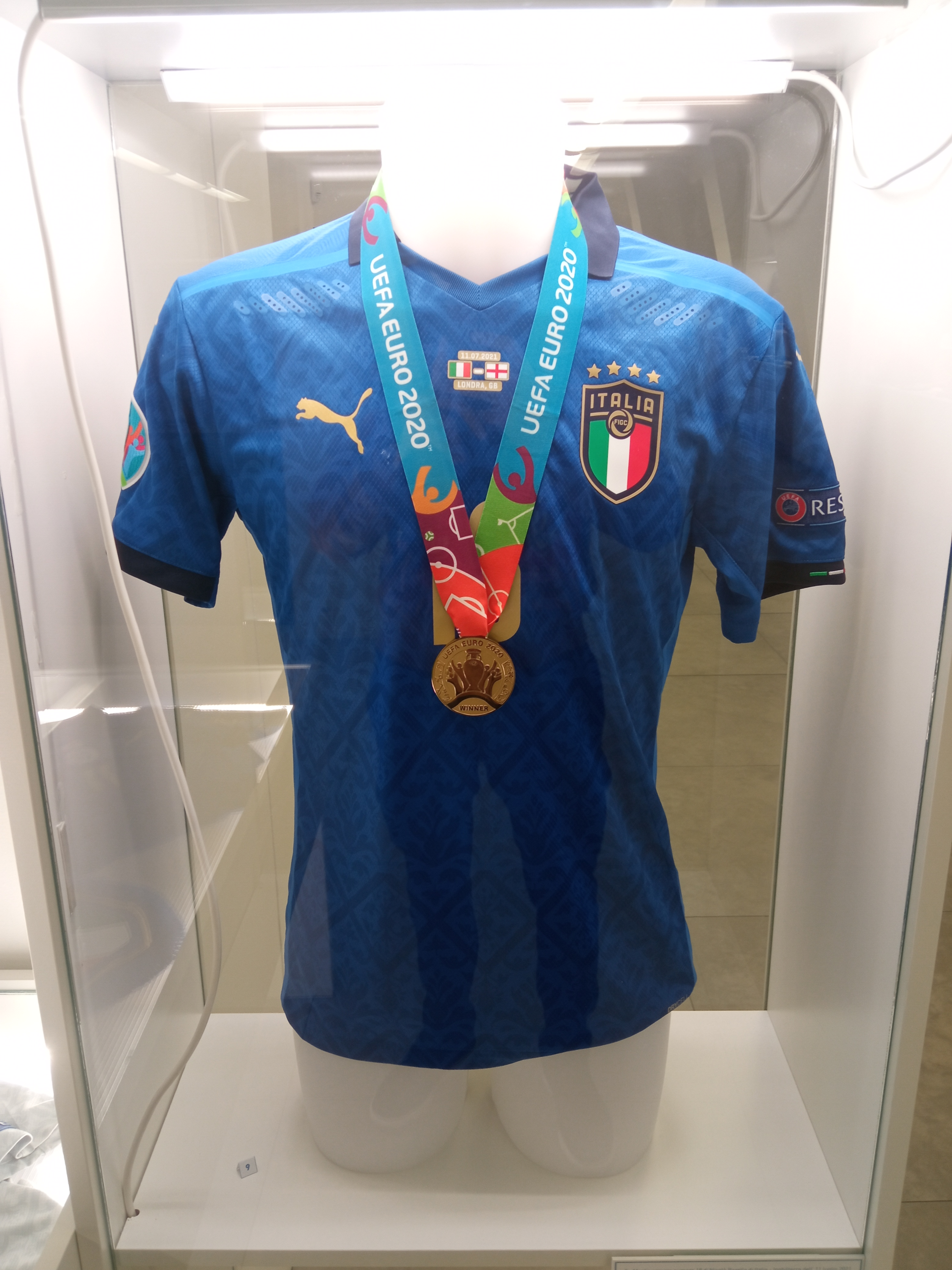
Tricoul echipei naționale de fotbal a Italiei purtat la Campionatul European de Fotbal 2020

Tricourile sunt în mod normal confecționate dintr-o plasă de poliester, care nu reține transpirația și căldura corporală în același mod ca un tricou confecționat din fibre naturale. Majoritatea cluburilor profesioniste au logo-urile sponsorilor pe partea din față a tricourilor, ceea ce poate genera niveluri semnificative de venituri, iar unele oferă, de asemenea, sponsorilor șansa de a-și plasa logo-urile pe spatele tricourilor. În funcție de normele locale, pot exista restricții cu privire la cât de mari pot fi aceste logo-uri sau la ce logo-uri pot fi afișate. Competiții precum SuperLiga României pot, de asemenea, să le ceară jucătorilor să poarte pe mâneci patch-uri cu logo-ul competiției. Numărul unui jucător este, de obicei, imprimat pe spatele tricoului, deși echipele internaționale plasează adesea numerele și pe partea din față, iar echipele profesioniste imprimă, în general, numele de familie al unui jucător deasupra numărului său. Căpitanul fiecărei echipe trebuie, de obicei, să poarte o brățară elastică în jurul mânecii stângi pentru a-l identifica ca fiind căpitan în fața arbitrului și a suporterilor.

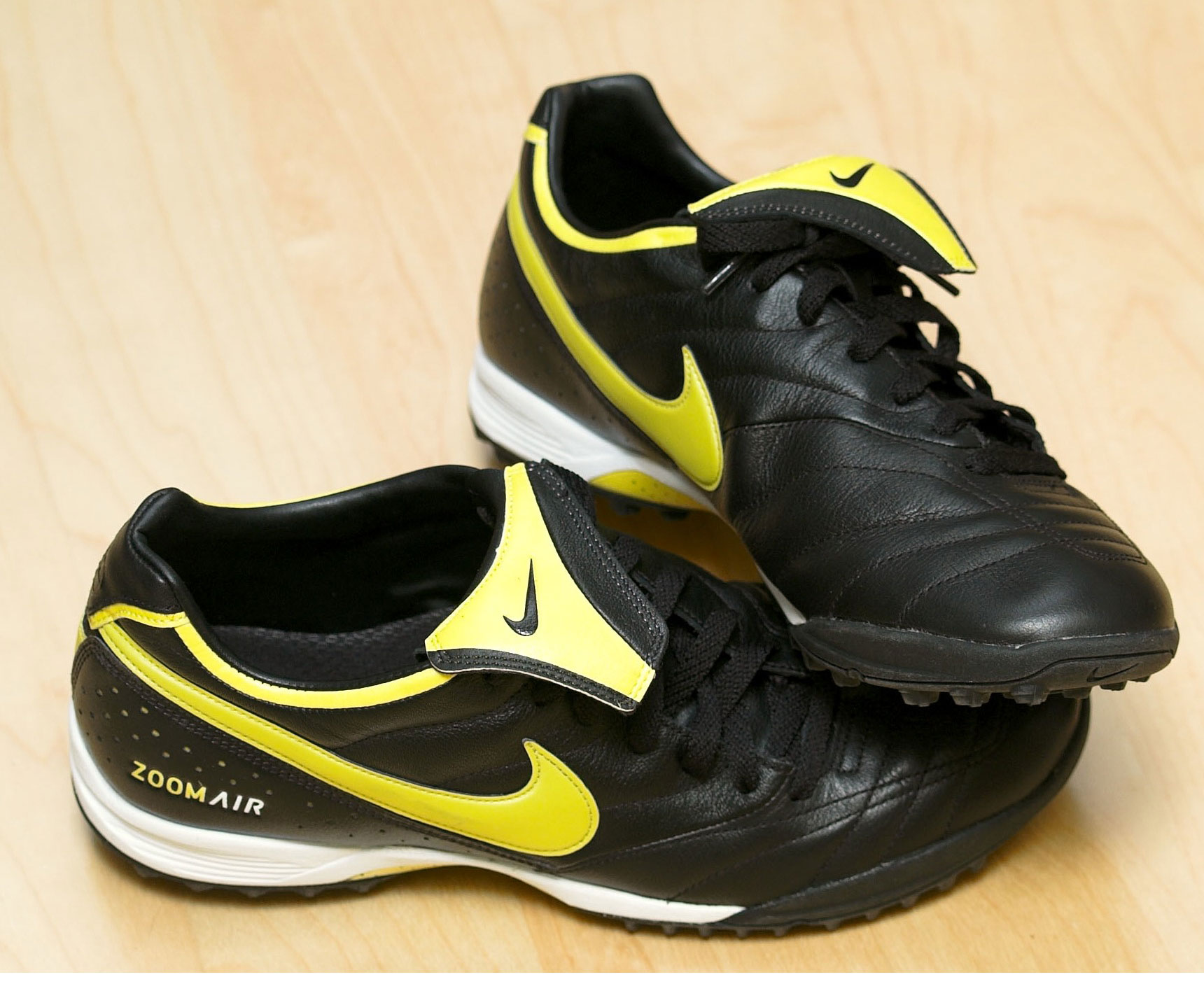
Ghete moderne pentru gazon, care sunt concepute pentru a fi folosite pe gazon artificial dur sau pe nisip

În prezent, majoritatea jucătorilor poartă ghete de fotbal specializate, care pot fi confecționate fie din piele, fie dintr-un material sintetic. Ghetele moderne sunt tăiate puțin sub glezne, spre deosebire de ghetele înalte folosite în trecut, și au crampoane atașate la talpă. Crampoanele pot fi fie turnate direct pe talpă, fie detașabile, în mod normal prin intermediul unui filet. Ghetele moderne, cum ar fi Adidas Predator, proiectate inițial de fostul jucător al lui Liverpool Craig Johnston, au modele și caracteristici din ce în ce mai complexe, realizate cu ajutorul științei, cum ar fi buzunarele de aer din talpă și „lame” de cauciuc pe talpă, în loc de crampoane. Lamele au fost subiectul unor controverse, deoarece mai mulți manageri de top au acuzat că provoacă răni atât jucătorilor adversari, cât și purtătorilor.
Regulamentul prevede că toți jucătorii, indiferent de sex, trebuie să poarte același echipament, însă, în septembrie 2008, echipa neerlandeză de fotbal feminin FC de Rakt a ținut prima pagină a ziarelor internaționale, schimbându-și vechiul echipament cu unul nou, cu fuste scurte și tricouri mulate. Această inovație, care a fost solicitată chiar de echipă, a fost inițial respinsă de KNVB, organismul de conducere al fotbalului neerlandez, dar această decizie a fost anulată atunci când s-a descoperit că echipa FC de Rakt purta hot pants (pantaloni foarte scurți) pe sub fuste și, prin urmare, era în conformitate din punct de vedere tehnic.

### Echipamente adiționale

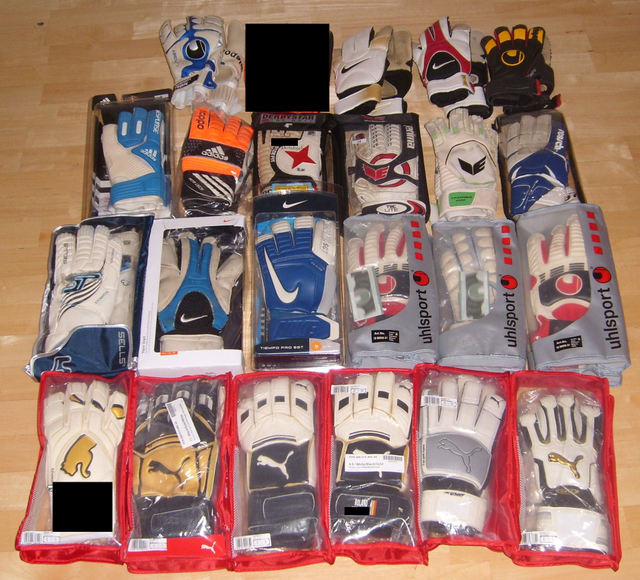
Diferite modele de mănuși de portar

Toți jucătorii au voie să poarte mănuși, iar portarii poartă, de obicei, mănuși de portar specializate. Înainte de anii 1970, mănușile erau rareori purtate, dar acum este extrem de rar să vezi un portar fără mănuși. În meciul Portugaliei cu Anglia din cadrul turneului Euro 2004, Ricardo a stârnit multe comentarii pentru că a decis să își scoată mănușile în timpul loviturilor de departajare. Începând cu anii 1980, s-au făcut progrese semnificative în proiectarea mănușilor, care în prezent dispun de protectori pentru a preveni îndoirea degetelor spre spate, segmentare pentru a permite o mai mare flexibilitate și palme din materiale concepute pentru a proteja mâna și pentru a îmbunătăți aderența. Portarii poartă uneori și șepci pentru a împiedica strălucirea soarelui sau a reflectoarelor să le afecteze performanța. Jucătorii cu probleme de vedere pot purta ochelari atâta timp cât nu există riscul ca aceștia să cadă sau să se spargă și să devină astfel periculoși. Majoritatea jucătorilor afectați aleg să poarte lentile de contact, deși jucătorul neerlandez Edgar Davids, incapabil să poarte lentile de contact din cauza glaucomului, era cunoscut pentru ochelarii săi distinctivi. Alte obiecte care pot fi periculoase pentru alți jucători, cum ar fi bijuteriile, nu sunt totuși permise. Jucătorii pot alege, de asemenea, să poarte cască pentru a se proteja de răni la cap sau pentru a preveni alte astfel de răni, cum ar fi utilizarea căștilor de rugby de către Petr Čech și Cristian Chivu, atât timp cât nu prezintă niciun risc pentru siguranța purtătorului sau a oricărui alt jucător.

### Echipamentul oficialilor de meci

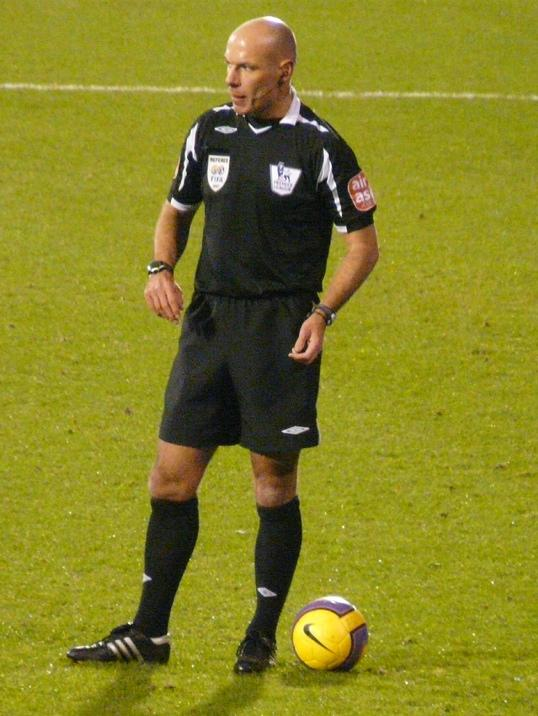
Arbitrul Howard Webb purtând un echipament de culoare neagră

Arbitrii și arbitrii asistenți poartă echipamente de un stil similar cu cel purtat de jucători; până în anii 1950, era mai obișnuit ca un arbitru să poarte un blazer decât un tricou. Oficialii poartă tricouri de o culoare diferită de cele purtate de cele două echipe și de portarii lor. Negrul este culoarea tradițională purtată de oficiali, iar „omul în negru” este utilizat pe scară largă ca termen informal pentru un arbitru, deși în epoca modernă se folosesc din ce în ce mai mult alte culori pentru a minimiza conflictele de culori. Campionatul Mondial de Fotbal 1994 a fost primul turneu în care FIFA a renunțat la echipamentul negru pentru oficiali. Arbitrii au uneori și logo-urile sponsorilor pe tricouri, deși acestea sunt în mod normal limitate la mâneci.

## Legături externe
- ro  Legea 4 - Echipamentul jucătorilor Arhivat în 25 iulie 2014, la Wayback Machine.
- Reglementări privind echipamentul de fotbal Arhivat în 27 august 2010, la Wayback Machine. pe site-ul fifa.com
- Latest Football Kits News Arhivat în 20 aprilie 2016, la Wayback Machine.
- Graphical history of English and Scottish football kits
- Goalkeeper Gloves – illustrated history Arhivat în 18 iunie 2010, la Wayback Machine.
- Photographic history of football shirts from all over the world